# Fête galante
Fête galante (francosko: [fɛːt ɡalɑ̃t]) (ljubezensko praznovanje ali zabava) je kategorija slik, ki jo je posebej ustvarila Francoska akademija leta 1717, da bi opisala variacije Jean-Antoina Watteauja (1684–1721) na temo fête champêtre (vrtna zabava), na kateri so bile figure v plesni obleki ali kostumih z maskami, ki se zaljubljeno razvajajo v okoljih parkov. Ko se je Watteau leta 1717 prijavil, da se pridruži Francoski akademiji, ni bilo primerne kategorije za njegova dela, zato jo je akademija preprosto ustvarila, namesto da bi njegovo prošnjo zavrnila. Njegovo sprejemno delo je bilo Vkrcanje za Kitero, ki je zdaj v Louvru.
Watteau je želel priznanje s strani Akademije za slikarstvo in kiparstvo, ki jo je imenovala vlada. Akademija je vzdrževala hierarhijo žanrov, razvrščala prizore vsakdanjega življenja in portrete, slike, ki so si jih zasebni pokrovitelji najbolj želeli, kot nižje od moralno vzgojnih slik, ki prikazujejo zgodovinske slike, vključno z alegorijami in prizori iz mitologije.

## Širši kontekst
Slike Fête galante so pomemben del umetnostnega obdobja rokokoja, v katerem se je evropska umetnost odmaknila od hierarhične, standardizirane veličine cerkve in kraljevega dvora ter se usmerila k cenjenju intimnosti in osebnih užitkov. Kljub temu so bile bujne, zunanje postavitev slik fête galante pogosto izposojene iz prejšnjih slik, zlasti iz beneških slik 16. stoletja in nizozemskih slik 17. stoletja.
V 19. stoletju je prišlo do anahronistične oživitve tovrstnih prizorov v žanrskih upodobitvah kostumov ali slikah scene galante, na primer Artura Riccija.
- Fêtes Vénitiennes
- Mezzetino, 1718/9
- Nicolas Lancret, ok. 1730
- Jean François de Troy, Izjava ljubezni, 1731.

## Primeri
- Popolna harmonija (L'Accord Parfait) (LACMA)- naslikal Watteau med letoma 1717 in 1718. Ljubka mlada ženska drži glasbo domačemu starcu, ki igra na flavto.
- Le Collation - Pater. Gentry se spogleduje in nabira rože pred ženskim aktom, ki leži na gomili v obliki morske školjke. Akt verjetno predstavlja boginjo Venero.
- Danse dans le Parc - avtor Nicolas Lancret. Razkošno oblečeni dvorjani plešejo pred kipom junaškega moškega akta. Moški akti so bili priljubljena tema zgodovinskih slik, zato je ta kip očitno namenjen temu, da povzdigne plesalce v 'zgodovinski' status.
- Izjava ljubezni - naslikal Jean François de Troy leta 1731. De Troyev slog je veliko bolj realističen od večine. To sliko je kupil Friderik II. Pruski in jo obesil v palači Sanssouci.
- Sestrični (Les Deux Cousines) - naslikal ga je Watteau med letoma 1717 in 1718. Dvema ženskama v belih satenastih oblekah galanten mladenič ponudi rdeče ogrinjalo. Kot na drugih slikah fete galante tudi grško-rimski kipi ob jezeru pomagajo povzdigniti ta žanrski prizor v zgodovinsko slikarstvo.
- Vrtovi vile d'Este v Tivoliju - naslikal Fragonard. Klasična arhitektura je ozadje za obroke in igre na prostem.
- Gospa na vrtu ob kavi z otroki - naslikal Lancret okoli leta 1742. Ženska, ki sedi ob vodnjaku v razkošnem vrtu, svojim otrokom daje eksotično kavo, medtem ko dva moška - verjetno mož in služabnik - opazujeta.
- Mezzetino - naslikal jo je Watteau med letoma 1718 in 1720. Ta slika tehnično ni fête galante, ampak prikazuje patetično figuro iz italijanske commedia dell'arte.
- Vkrcanje za Kitero - naslikal Watteau leta 1717. Lepo oblečeni aristokrati, ki jih spremljajo kerubi, obiščejo otok, ki naj bi bil posvečen starodavni boginji ljubezni Kiteri. To sliko pogosto obravnavajo kot prototip fête galante.
- Pastirji - naslikal jo je Watteau okoli leta 1716. Ta slika se poigrava z dolgo tradicijo aristokratov, ki so se pretvarjali, da so podeželski pastirji, tradicijo, ki je cvetela v 18. stoletju, najbolj znano v lažnem zaselku Marije Antoanete.
- Beneški užitki - naslikal jo je Watteau med letoma 1718 in 1719. Dva plesalca (moški v arabski noši) nastopata pred množico opazovalcev pred kipom Venere. Gajdaš je morda avtoportret.